# Miranda (řeka)
Miranda (portugalsky Rio Miranda) je řeka v brazilském státu Mato Grosso do Sul. Je přítokem Rio Paraguai. Celková délka toku je 490 km.

## Průběh toku
Vzniká soutokem Rio das Velhas a Roncador ve vzdálenosti přibližně 24 km jižně od Jardimu. U tohoto města se do ní vlévá z pravé strany řeka Santo Antônio.